# Joachim M. Goldstein
Joachim M. Goldstein (geboren 23. November 1904 in Berlin; gestorben 24. November 1969 in West-Berlin) war ein deutsch-israelischer Theateragent und Verleger. 

## Leben
Joachim M. Goldstein besuchte ein Berliner Realgymnasium und machte in der Kunsthandlung „Graphisches Kabinett“ von Israel Ber Neumann eine Lehre. Er arbeitete in der Theateragentur des Erich Reiss Verlags und in einer Buchhandlung auf dem Kurfürstendamm. 1926 gründete er in Berlin-Niederschöneweide seine „Verlags- und Versandbuchhandlung Joachim Goldstein“ und brachte die Bücherreihe Selbstverlag junger Autoren heraus. 1928 gründete er den Theaterverlag Literatur und Bühne. Nach der Machtübergabe an die Nationalsozialisten 1933 erhielt Goldstein ein Berufsverbot für seine bisherigen Aktivitäten. Er gründete den „Joachim Goldstein Jüdischer Buchverlag“, der nur noch Werke jüdischer Autoren für den Kulturbund Deutscher Juden drucken durfte und den Almanach Pult und Bühne. 
Goldstein gelang 1938 die Auswanderung nach Palästina. In Tel Aviv gründete er erneut einen Verlag, der unter anderem Werke von Max Brod und Schalom Ben-Chorin herausbrachte. Von 1942 bis 1945 leistete er Kriegsdienst bei der British Army. Nach dem Krieg erwarb er die „Ginzburg Theateragentur“ in Haifa und arbeitete als kaufmännischer Direktor des Cameri-Theaters und der Volksoper Tel Aviv.
Goldstein kehrte 1957 nach Berlin zurück, schrieb für die Allgemeine unabhängige jüdische Wochenzeitung, wirkte als Verlagslektor und war Mitarbeiter an der Deutschen Oper Berlin.     
Goldstein war mit Sophie Gerechter verheiratet.

## Werke
- Aus meiner Mappe. Berlin : Selbstverlag, 1926 (Lyrik)
- Bitte iwrith : gnädige Frau! ... Die gebräuchlichtsten Worte ... im täglichen Leben ... Tel-Aviv : J. Goldstein, [1941?]